# Japansk humle
Japansk humle (Humulus japonicus) är en art i familjen hampväxter. Det är en klätterväxt som förekommer naturligt i Kina och Japan. 
Arten är klassad som invasiv av EU sedan augusti 2019. Det är därmed förbjudet att odla, byta, transportera och använda den inom EU. Den har endast sporadisk vild förekomst i Sverige. Den har odlats som ettårig utplanteringsväxt i Sverige.

## Synonymer
Följande namn med Antidesma scandens som basionym är problematiska. E. D. Merrill var 1935 övertygad att A. scandens var samma sak som H. japonicus. Det går dock inte att bevisa eftersom det inte existerar något typmaterial och för att originalbeskrivningen är tunn. Skulle det röra sig om samma växt är Loureiros namn äldre och har prioritet och växten måste heta Humulus scandens.
Antidesma scandens Loureiro
Humulus scandens (Loureiro) Merrill
Humulopsis scandens (Loureiro) Grudzinskaya